# Waiting for Cousteau
Waiting for Cousteau (fr. En Attendant Cousteau) – album francuskiego kompozytora muzyki elektronicznej Jeana-Michela Jarre’a wydany w 1990 roku. Album był dedykowany Jacques'owi-Yves'owi Cousteau i został opublikowany w jego 80 urodziny.

## Utwory

### Wersja CD
| Nr | Tytuł utworu                                          | Długość |
| -- | ----------------------------------------------------- | ------- |
| 1. | „Calypso”                                             | 8:23    |
| 2. | „Calypso Part 2”                                      | 7:10    |
| 3. | „Calypso Part 3 (Fin de siècle)” (End of the Century) | 6:29    |
| 4. | „En attendant Cousteau” (Waiting for Cousteau)        | 46:55   |
|    |                                                       | 1:08:57 |

### Wersja winylowa
| Strona pierwsza | Strona pierwsza                  | Strona pierwsza |
| Nr              | Tytuł utworu                     | Długość         |
| --------------- | -------------------------------- | --------------- |
| 1.              | „Calypso Part 1”                 | 8:24            |
| 2.              | „Calypso Part 2”                 | 7:10            |
| 3.              | „Calypso Part 3 (Fin de Siècle)” | 6:28            |

| Strona druga | Strona druga            | Strona druga |
| Nr           | Tytuł utworu            | Długość      |
| ------------ | ----------------------- | ------------ |
| 1.           | „En attendant Cousteau” | 22:00        |